# The Spring in the Desert
Pour plus de détails, voir Fiche technique et Distribution.
The Spring in the Desert est un film muet américain réalisé par Frank Montgomery et sorti en 1913.

## Fiche technique
- Titre : The Spring in the Desert
- Réalisation : Frank Montgomery
- Scénario :
- Photographie :
- Montage :
- Producteur : David Horsley
- Société de production : Nestor Film Company
- Société de distribution : Universal Pictures
- Pays d'origine :  États-Unis
- Langue : film muet avec les intertitres en anglais
- Métrage : 300 mètres
- Format : Noir et blanc — 35 mm — 1,33:1 — Muet
- Genre : Film dramatique, Western
- Durée : 10 minutes
- Dates de sortie : 
  -  États-Unis : 9 juin 1913

## Distribution
- Mona Darkfeather
- Artie Ortego